# Northeastern University
Northeastern University (forkortet NU eller NEU) er et privat amerikansk forskningsuniversitet med hovedcampus i Boston, Massachusetts. Det blev grundlagt i 1898 af Bostonafdelingen af YMCA som Evening Institute for Younger Men. Fra starten var institutet kun for mænd. Det blev omdannet til en selskab med navnet Northeastern College i 1916 og fik universitetsstatus i 1922. Det er med mere end 38.000 studerende det universitet i Massachusetts som har flest studerende.
Northeastern er består af ni afdelinger (engelsk: schools), herunder Northeastern University School of Law. Universitetets hovedcampus ligger i centrum af Boston langs Huntington Avenue og Columbus Avenue tæt på bydelene Fenway-Kenmore og Roxbury. Det tilbyder bachelor- og kandidatuddannelser, og de fleste bachelorstuderende deltager i et virksomhedspraktikprogram.
Northeastern har satellitcampusser i Charlotte i North Carolina, Seattle i Washington, San Jose og Oakland i Californien, Portland i Maine, Burlington i Massachusetts og i Toronto og Vancouver i Canada. I 2019 købte det New College of the Humanities og etablerede et campus i London, England.
Universitetets sportshold hedder Northeastern Huskies og konkurrerer i 18 universitetssportsgrene.